# Ornithopus micranthus
Ornithopus micranthus là một loài thực vật có hoa trong họ Đậu. Loài này được (Benth.) Arechav. miêu tả khoa học đầu tiên.